# سویا (سرده)
سویا، لوبیای روغنی (نام علمی: Glycine) نام یک سرده از تیره باقلاییان است.